# Nur Herman Majid
Nur Herman Majid (né le 2 août 1969) est un athlète malaisien, spécialiste du 110 mètres haies.

## Biographie
Il remporte la médaille d'or du 110 m haies lors des championnats d'Asie 1991 disputés sur son sol à Kuala Lumpur, et se classe par ailleurs troisième de l'édition 1995.

### Palmarès
| Date | Compétition         | Lieu         | Résultat | Épreuve     | Performance |
| ---- | ------------------- | ------------ | -------- | ----------- | ----------- |
| 1991 | Championnats d'Asie | Kuala Lumpur | 1er      | 110 m haies | 14 s 04     |
| 1994 | Jeux asiatiques     | Hiroshima    | 3e       | 110 m haies | 13 s 73     |
| 1995 | Championnats d'Asie | Djakarta     | 3e       | 110 m haies | 13 s 99     |

### Records
| Épreuve     | Performance | Lieu      | Date            |
| ----------- | ----------- | --------- | --------------- |
| 110 m haies | 13 s 73     | Hiroshima | 15 octobre 1994 |